# Catedral de Nuestra Señora de la Candelaria (Camagüey)

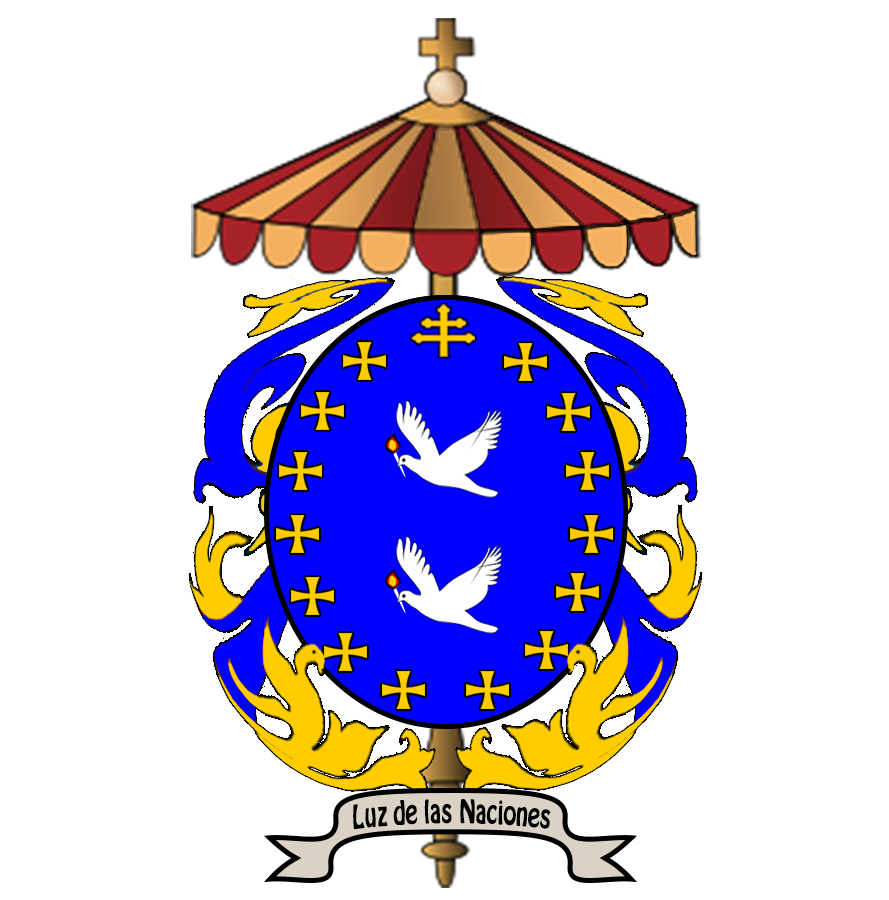
Escudo Basílica Menor Catedral Metropolitana de la Arquidiócesis de Camagüey

La Catedral de Nuestra Señora de la Candelaria o simplemente Catedral de Camagüey es una basílica católica que se encuentra en el Parque Ignacio Agramonte, Calle Cisneros de la ciudad de Camagüey en la isla caribeña de Cuba.

## Historia
El edificio fue construido a principios del siglo XVIII, pero ha sido reconstruido varias veces. El aspecto actual de la catedral es el resultado del trabajo realizado en el año 1864. Después de que el papa Juan Pablo II visitó Cuba en 1998, se realizaron donaciones para la renovación de la catedral, que hoy se encuentra en muy buenas condiciones.
La iglesia está dedicada a la santa patrona de la ciudad, la Virgen de la Candelaria. La característica más llamativa es el enorme campanario, rematado con una estatua de Cristo.
El templo sigue el rito romano o latino y es la sede de la Arquidiócesis Metropolitana de Camagüey (Archidioecesis Camagueyensis) que fue elevada a su actual estatus en 1998 mediante la bula "Maiori spirituali".
Como parte del centro histórico de Camagüey es patrimonio mundial de la humanidad de la Unesco desde 2008. En enero de 2014 además el papa Francisco le concedió el título de Basílica menor.

## Otros proyectos
- Datos: Q11737311
- Multimedia: Catedral de Nuestra Señora de la Candelaria (Camagüey) / Q11737311